# 李住烈
李住烈（或譯為李柱烈、李住悅，：／ Lee Ju yeol */?，1952年7月24日—），韓國經濟學家，前任韓國銀行總裁。
李住烈於1977年2月自延世大學畢業，取得工商管理學士學位，隨後進入韓國銀行工作；後赴美深造，並於1988年取得賓夕法尼亞州立大學經濟學碩士學位。2009年4月8日出任韓國銀行副總裁，2012年卸任，並回到母校延世大學擔任經濟學教授；2014年4月1日接替金仲秀成為韓國銀行總裁。
李住烈已婚，育有一子與一女。